# Maria z Betánie
Maria z Betánie (taktéž Marie Betánská) je sestra Marty a Lazara. Je reálnou osobností židovských dějin Písma svatého. Většina křesťanských církví ji uctívá jako světici.

## Historie
Evangelium Janovo v kapitole 11, počínající veršem 11, líčí událost smrti Mariina bratra Lazara.
Lazar, přítel náš, spí, ale jduť, abych jej ze sna probudil.
Učedníci Lazara znali, Ježíš ho nazývá náš přítel, a nevěděli, že slovem spí naznačuje jeho smrt. Probuzením ze snu pak předznamenává i jeho Zmrtvýchvstání. Eschatologie potvrzuje, že jde o pozdější vzkříšení Kristovo, jehož je Lazar předobrazem.
Tedy řekl jim Ježíš zjevně: Lazar umřel.
Ve verši 17 uvádí Písmo Nového zákona, že Lazar byl po Ježíšovu příchodu už čtyři dny v hrobu. Betánie byla vzdálena od Jeruzaléma patnáct honů, což je cca tři kilometry.
Tedy Marta, jakž uslyšela, že Ježíš jde, vyšla proti němu, ale Maria doma seděla.
Ježíš po příchodu do Betánie hovořil tedy s Martou, ale dozvídáme se o pozoruhodné skutečnosti. Marta šla za svou sestrou a řekla jí:
Mistr zde jest, a volá tebe.
Jak z tohoto úseku vyplývá, Ježíš tedy Martinu sestru Marii znal, ale Písmo Nového zákona nám nesděluje dřívější událost, z niž by vyvěralo odkud, pouze naznačuje jiným úsekem, že Ježíš v rodině Marty, Marie a Lazara pobýval už dříve.
V evangeliu Lukášovu Ježíš vstupuje na přání farizea do jeho domu, aby s ním, jak si farizej přál, pojedl.
Od Lukáše 7,37: A aj, žena v městě, kteráž byla hříšnice, zvěděvši, že by seděl za stolem v domě farizea, přinesla nádobu alabastrovou masti. A stojeci z zadu u noh jeho s pláčem, počala slzami smáčeti nohy jeho, a vlasy hlavy své vytírala, a líbala nohy jeho, a mastí mazala.
Farizeus si pomyslel, že kdyby byl Ježíš prorokem, věděl by, že tato žena je hříšnice a nedovolil by jí dělat takovou věc, tedy dotýkat se ho!, Mistra. Ježíš, jenž jeho myšlenky znal, mu tedy vyprávěl podobenství o dvou dlužnících: o tom, jenž dlužil méně, a druhém, jenž dlužil více. Věřitel odpustil dluh obou dlužníků a proto se Ježíš ptal farizea, který z obou dvou bude mít více rád svého věřitele. Tu farizej Šimon rozsoudil, že více jej bude mít rád ten dlužník, kterému věřitel odpustil vyšší dluh. A tak se Ježíš vyjádřil souvztažně k osudu oné ženy: Protož pravím tobě: Odpuštěniť jsou jí hříchové mnozí, neboť milovala mnoho. Komuť se pak málo odpouští, málo miluje.

## Teologie
Toto líčení o tajemné ženě nazývá onoho muže Šimonem malomocným, přičemž byl podle jednoho z vylíčení farizejem. Vznikl také spor, zda se jedná o stejnou situaci nebo o jinou, a zda jde o tutéž ženu. Vzhledem k veršům je pravděpodobné, že šlo o stejnou událost, protože Ježíš se podle obsahu textů Písma nacházel v Betánii, v domě Šimona malomocného. Ten by byl v takovém případě otcem Marie a Marty a jejich sourozence Lazara. Také by z Janova evangelia vyplývalo, že Mariiným, Martiným a Lazarovým otcem byl právě farizej, nazývaný jednou od Lukáše farizejem Šimonem, v domě Šimona farizeje či v domě Šimona malomocného.
Stále však zůstává otázkou, odkud Ježíš znal Marii a Martu i Lazara tak důvěrně?, vždyť k nim chodíval na návštěvu. Na tuto otázku však neexistuje historicky ověřitelné vysvětlení. Např. gnostická kniha Kolegium, v příběhu o setkání Ježíše s Marií Betánskou a jejich cestě naznačuje teorii, že během Ježíšova putování s rodiči, matkou Marií a pěstounem Josefem na svátky beránků obětování do Jeruzaléma, se tehdy dvanáctiletý Ježíš setkává s o něco mladší dívkou na nádvoří chrámu Jeruzalémského, kde se oba spřátelí, a později opět setkávají; rozvíjí podrobně jejich vztah a tou dívkou je právě Marie nazývaná Betánská; mezi Marií a Ježíšem je přitom důvěrný a nejbližší. Knižní líčení je však fiktivní teorií, jež chápe původ vztahu jakožto jejich společnou, ale dětskou platonickou lásku. Historickým faktem však nemůže být jakákoli gnósa, opřená o představu nebo o spojování logických vazeb naznačeného dění. Římskokatolická církev proto nezná stejně jako historici, odpovědi na tyto otázky. Jediné, co je známo, je z Písma, odkud lze vyvodit, že Ježíš Marii Betánskou skutečně více znal než jiné, a to už v době, kdy se nacházela v domě Šimona farizeje, případně Šimona malomocného; a že ji znaje zavolal prostřednictvím Marty v době vzkříšení jejich bratra Lazara, v Betánii.
Tak jako Lazar vzkříšen kdysi byl,
s Marií a Martou Kristus žil,
tam v malé Betanii,
poblíže města,
kde je chrám,
řekla mu sestra Lazarova:
- své srdce Tobě odevzdám.

## Úcta
Římskokatolická církev si její památku připomíná spolu s luterány a anglikány 29. července, východní katolické církve a pravoslavné církve pak 4. června.